# Матеос, Энрике
Энрике Матеос Мансебо (15 июля 1934 года, Мадрид — 6 июля 2001 года, Севилья) по прозвищу «Фифиричи» — испанский футболист и тренер.

## Игрок
Энрике Матеос был слабо развит физически, что было его недостатком, но он компенсировал это техникой и уверенной игрой перед воротами. Он начал свою карьеру в «Боеттичер и Наварро», затем перешёл в «Реал Мадрид Кастилья», вторая команда мадридского «Реала». Его переход в первую команду состоялся в 1953 году, хотя он стал регулярно появляться на поле только в сезоне 1956/57, когда он был включён в основной состав первой команды. В том сезоне он забил 14 голов в 21 матче, это был его самый успешный сезон. Также его команда одержала победу в Кубке европейских чемпионов 1958/59, в чём Матеос сыграл большую роль. В четвертьфинале он открыл счёт на восьмой минуте в матче с «Винер Шпорт-Клуб», «Реал» выиграл с разгромным счётом 7:1. Также он на первой минуте игры открыл счёт в финальном матче с «Реймсом», во втором тайме преимущество закрепил Ди Стефано. С назначением его бывшего товарища по команде, Мигеля Муньоса, на пост главного тренера команда вскоре начала инициировать смену поколений, Матеос стал реже выходить на поле, и в 1961 году он завершил свой этап выступлений в составе испанского гранда. Он провёл три сезона в «Севилье», где дошёл до финала кубка в 1962 году, а затем продолжил карьеру в «Рекреативо», позднее — «Реал Бетис». После одного сезона в «Химнастика» (Торрелавега) он уехал за океан, где играл в Североамериканской футбольной лиге за «Кливленд Стокерс», там он стал одним из лучших игроков в лиге. В следующем году он перешёл в йоханнесбургский «Ист Лондон Юнайтед», бывший «Ист Лондон Селтик», где играл только три месяца. Его последним клубом стала команда из испанской терцеры «Толука Сантандер».

## Тренер
После возвращения в Испанию он тренировал две любительские команы: сначала «Фуэнкаррал», потом «Галактико Пегасо» (до 1976 года). Позднее он перешёл в «Кадис». При нём андалузийский клуб впервые в своей истории вышел в Примеру. После двух сезонов с командой он перешёл в «Депортиво Ла-Корунья», последний крупный клуб в его тренерской карьере.

## Достижения
«Реал Мадрид»
- Чемпионат Испании: 1954, 1955, 1957, 1958, 1961
- Обладатель Кубка европейских чемпионов: 1956, 1957, 1958, 1959, 1960
- Обладатель Межконтинентального кубка: 1960
- Обладатель Малого кубка мира 1952, 1956
- Обладатель Латинского кубка: 1955, 1957